# Irina Turovskaya
Irina Turovskaya (Babruisk, Bielorrusia - 1 de agosto de 1982) es una árbitra de fútbol bielorrusa internacional desde el 2008.

## Partidos internacionales
A continuación se listan los partidos internacionales donde ha actuado como árbitra principal.

### Campeonato Europeo Femenino Sub-19 de la UEFA
| Campeonato Europeo Femenino Sub-19 de la UEFA | Campeonato Europeo Femenino Sub-19 de la UEFA | Campeonato Europeo Femenino Sub-19 de la UEFA | Campeonato Europeo Femenino Sub-19 de la UEFA | Campeonato Europeo Femenino Sub-19 de la UEFA | Campeonato Europeo Femenino Sub-19 de la UEFA | Campeonato Europeo Femenino Sub-19 de la UEFA | Campeonato Europeo Femenino Sub-19 de la UEFA |
| Fecha                                         | Partido                                       | Sede                                          | Fase                                          | Amonestado                                    | Otorgado · Otorgado otra vez · Expulsado      | Expulsado                                     | Anotado · Penal                               |
| --------------------------------------------- | --------------------------------------------- | --------------------------------------------- | --------------------------------------------- | --------------------------------------------- | --------------------------------------------- | --------------------------------------------- | --------------------------------------------- |
| 20 de septiembre de 2015                      | Georgia 0 – 7 Grecia                          | Nyon                                          | Clasificación - Grupo 1                       | 0                                             | 0                                             | 0                                             | 0                                             |
| 17 de septiembre de 2015                      | Suiza 23 – 0 Georgia                          | Nyon                                          | Clasificación - Grupo 1                       | 1                                             | 0                                             | 0                                             | 1                                             |
| 15 de septiembre de 2014                      | Eslovenia 1 – 0 Hungría                       | Bük                                           | Clasificación - Grupo 9                       | 7                                             | 1                                             | 0                                             | 0                                             |
| 13 de septiembre de 2014                      | Bélgica 4 – 0 Eslovenia                       | Bük                                           | Clasificación - Grupo 9                       | 2                                             | 0                                             | 0                                             | 0                                             |
| 10 de abril de 2014                           | Serbia 1 – 0 Dinamarca                        | Helsinki                                      | Ronda Élite - Grupo 6                         | 1                                             | 0                                             | 0                                             | 0                                             |
| 7 de abril de 2014                            | Inglaterra 2 – 0 Serbia                       | Helsinki                                      | Ronda Élite - Grupo 6                         | 1                                             | 0                                             | 0                                             | 0                                             |
| 23 de septiembre de 2013                      | Suecia 10 – 0 Lituania                        | Kaunas                                        | Clasificación - Grupo 3                       | 1                                             | 0                                             | 0                                             | 1                                             |
| 21 de septiembre de 2013                      | Portugal 4 – 0 Lituania                       | Marijampolė                                   | Clasificación - Grupo 3                       | 1                                             | 0                                             | 0                                             | 0                                             |

### Campeonato Europeo Femenino Sub-17 de la UEFA
| Campeonato Europeo Femenino Sub-17 de la UEFA | Campeonato Europeo Femenino Sub-17 de la UEFA | Campeonato Europeo Femenino Sub-17 de la UEFA | Campeonato Europeo Femenino Sub-17 de la UEFA | Campeonato Europeo Femenino Sub-17 de la UEFA | Campeonato Europeo Femenino Sub-17 de la UEFA | Campeonato Europeo Femenino Sub-17 de la UEFA | Campeonato Europeo Femenino Sub-17 de la UEFA |
| Fecha                                         | Partido                                       | Sede                                          | Fase                                          | Amonestado                                    | Otorgado · Otorgado otra vez · Expulsado      | Expulsado                                     | Anotado · Penal                               |
| --------------------------------------------- | --------------------------------------------- | --------------------------------------------- | --------------------------------------------- | --------------------------------------------- | --------------------------------------------- | --------------------------------------------- | --------------------------------------------- |
| 7 de octubre de 2018                          | Polonia 4 – 1 Lituania                        | Malbork                                       | Clasificación - Grupo 4                       | 2                                             | 0                                             | 0                                             | 0                                             |
| 4 de octubre de 2018                          | Eslovaquia 2 – 3 Polonia                      | Starogard Gdański                             | Clasificación - Grupo 4                       | 2                                             | 0                                             | 0                                             | 1                                             |
| 7 de octubre de 2017                          | Países Bajos 3 – 0 República Checa            | Tallin                                        | Clasificación - Grupo 7                       | 3                                             | 0                                             | 0                                             | 0                                             |
| 4 de octubre de 2017                          | República Checa 2 – 1 Turquía                 | Tallin                                        | Clasificación - Grupo 7                       | 3                                             | 0                                             | 0                                             | 0                                             |
| 1 de octubre de 2016                          | Serbia 0 – 1 Bélgica                          | Stara Pazova                                  | Clasificación - Grupo 9                       | 4                                             | 0                                             | 0                                             | 0                                             |
| 28 de septiembre de 2016                      | Bélgica 0 – 1 Rumania                         | Stara Pazova                                  | Clasificación - Grupo 9                       | 1                                             | 0                                             | 0                                             | 0                                             |
| 19 de octubre de 2014                         | Lituania 1 – 4 Serbia                         | Subotica                                      | Clasificación - Grupo 4                       | 1                                             | 0                                             | 0                                             | 0                                             |
| 17 de octubre de 2014                         | Serbia 1 – 1 Rumania                          | Subotica                                      | Clasificación - Grupo 4                       | 1                                             | 0                                             | 0                                             | 0                                             |
| 29 de noviembre de 2013                       | Escocia 0 – 0 España                          | Burton upon Trent                             | Fase Final - Grupo A                          | 0                                             | 0                                             | 0                                             | 0                                             |
| 26 de noviembre de 2013                       | Austria 0 – 0 Portugal                        | Telford                                       | Fase Final - Grupo A                          | 1                                             | 1                                             | 0                                             | 0                                             |
| 24 de octubre de 2012                         | Moldavia 0 – 1 Bulgaria                       | Vadul lui Voda                                | Clasificación - Grupo 1                       | 3                                             | 0                                             | 0                                             | 0                                             |
| 21 de octubre de 2012                         | Bulgaria 0 – 9 Bélgica                        | Orhei                                         | Clasificación - Grupo 1                       | 2                                             | 0                                             | 0                                             | 0                                             |
| 1 de octubre de 2011                          | Grecia 0 – 2 Turquía                          | Zrenjanin                                     | Clasificación - Grupo 7                       | 2                                             | 0                                             | 0                                             | 0                                             |
| 29 de septiembre de 2011                      | Turquía 3 – 4 Serbia                          | Banatski Dvor                                 | Clasificación - Grupo 7                       | 2                                             | 0                                             | 0                                             | 0                                             |
| 11 de octubre de 2010                         | Austria 0 – 0 Rumania                         | Neulengbach                                   | Clasificación - Grupo 7                       | 1                                             | 0                                             | 0                                             | 0                                             |
| 6 de octubre de 2010                          | Ucrania 0 – 1 Austria                         | Neulengbach                                   | Clasificación - Grupo 7                       | 2                                             | 0                                             | 0                                             | 0                                             |

### Clasificación de UEFA para la Copa Mundial Femenina de Fútbol
| Clasificación de UEFA para la Copa Mundial Femenina de Fútbol | Clasificación de UEFA para la Copa Mundial Femenina de Fútbol | Clasificación de UEFA para la Copa Mundial Femenina de Fútbol | Clasificación de UEFA para la Copa Mundial Femenina de Fútbol | Clasificación de UEFA para la Copa Mundial Femenina de Fútbol | Clasificación de UEFA para la Copa Mundial Femenina de Fútbol | Clasificación de UEFA para la Copa Mundial Femenina de Fútbol | Clasificación de UEFA para la Copa Mundial Femenina de Fútbol |
| Fecha                                                         | Partido                                                       | Sede                                                          | Fase                                                          | Amonestado                                                    | Otorgado · Otorgado otra vez · Expulsado                      | Expulsado                                                     | Anotado · Penal                                               |
| ------------------------------------------------------------- | ------------------------------------------------------------- | ------------------------------------------------------------- | ------------------------------------------------------------- | ------------------------------------------------------------- | ------------------------------------------------------------- | ------------------------------------------------------------- | ------------------------------------------------------------- |
| 11 de abril de 2010                                           | Turquía 5 – 1 Malta                                           | Trebisonda                                                    | Clasificación - Grupo 5                                       | 2                                                             | 0                                                             | 0                                                             | 0                                                             |

### Eurocopa Femenina
| Eurocopa Femenina       | Eurocopa Femenina    | Eurocopa Femenina | Eurocopa Femenina       | Eurocopa Femenina | Eurocopa Femenina | Eurocopa Femenina | Eurocopa Femenina |
| ----------------------- | -------------------- | ----------------- | ----------------------- | ----------------- | ----------------- | ----------------- | ----------------- |
| 27 de noviembre de 2013 | Grecia 1 – 3 Rumania | Katerini          | Clasificación - Grupo 3 | 1                 | 0                 | 0                 | 0                 |